# Polygala monspeliaca
Polygala monspeliaca là một loài thực vật có hoa trong họ Polygalaceae. Loài này được L. miêu tả khoa học đầu tiên năm 1753.
Đây là loài bản địa Nam Âu, Bắc Phi và Tây Á